# Lựu pháo M1931
Lựu pháo M1931 (B-4) (tiếng Nga: 203-мм гаубица обр. 1931 г. (Б-4), định danh GRAU: 52-G-625) là một loại lựu pháo hạng nặng cỡ nòng 203 mm (8 inch) của Liên Xô. Trong thời gian diễn ra Chiến tranh thế giới lần thứ 2, nó nằm trong thành phần lực lượng dự bị chiến lược của Stavka. Pháo M1931 được lính Đức đặt cho biệt danh là "búa tạ của Stalin". Lựu pháo M1931 đã được Hồng quân sử dụng thành công trong việc phá huỷ các hoả điểm kiên cố của Phần Lan trong Phòng tuyến Mannerheim, các cứ điểm hoả lực trong các trận giao tranh đường phố với quân Đức nhờ khả năng phá huỷ các toà nhà và bunker. Chúng được sử dụng cho đến tận Trận Berlin, trong trận chiến này, Hồng quân đã sử dụng lựu pháo M1931 để nghiền nát các công sự phòng ngự của Đức bằng các phát đạn pháo 203 mm bắn t hẳng. Mùa thu năm 1944, lựu pháo được kết hợp với khung gầm xe tăng hạng nặng KV-1S nhằm tạo ra pháo tự hành S-51. Tuy nhiên do độ giật quá lớn của pháo khiến cho tổ lái bị đẩy bật ra khỏi ghế và gây hỏng bộ truyền động nên cuối cùng khẩu pháo tự hành này không được phát triển thêm.
Với góc ngẩng 60 độ và 12 liều phóng khác nhau, khẩu lựu pháo B-4 hoàn tất mọi nhiệm vụ mà nó được giao phó, và có khả năng phá huỷ mục tiêu thông qua đường đạn bắn thẳng.

## Bối cảnh ra đời

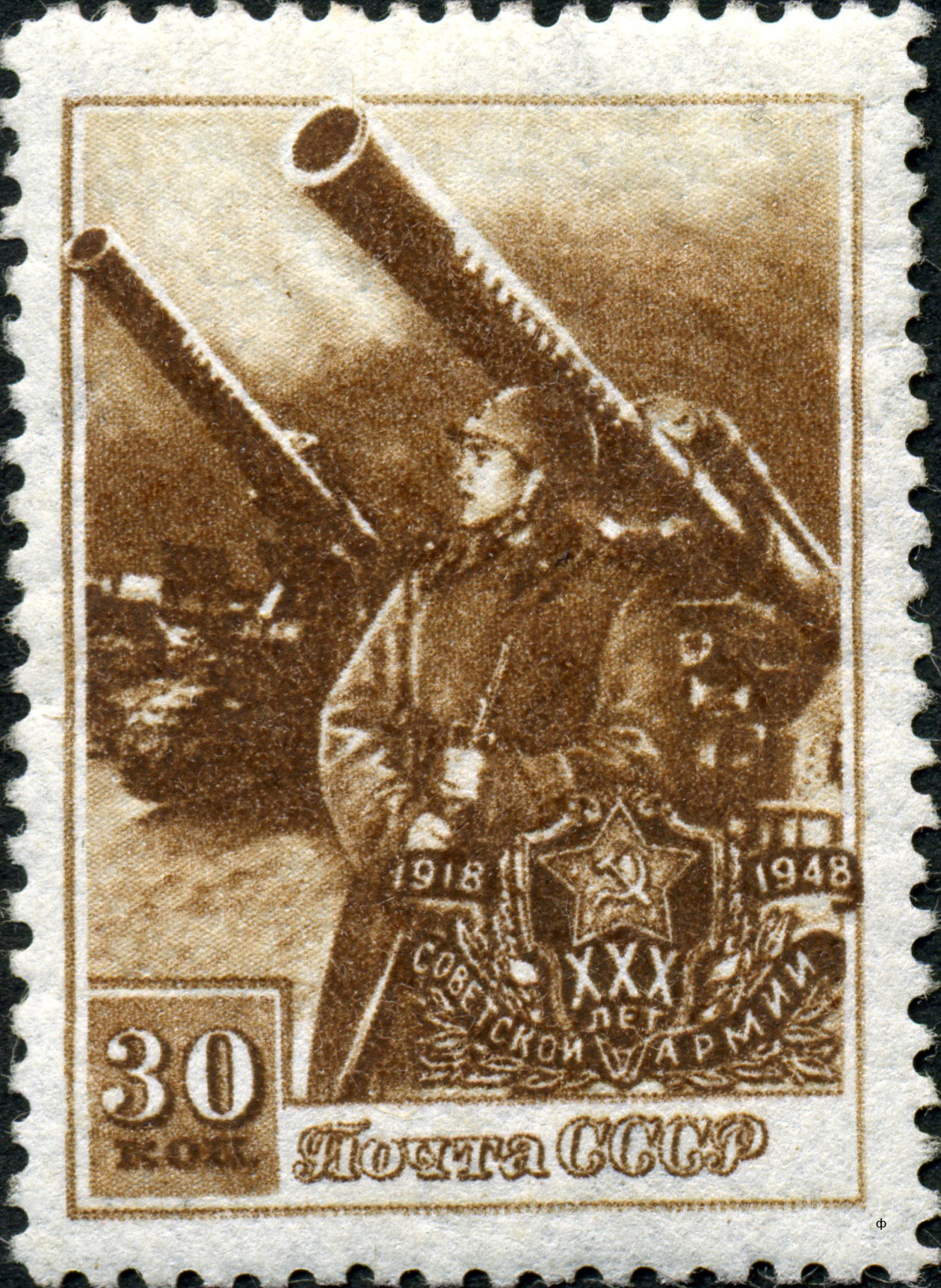
Lựu pháo B-4 trên tem kỷ niệm 30 năm thành lập Hồng quân.

Hội đồng uỷ ban pháo binh (tên viết tắt Artkom), đứng đầu là R.A. Durlyakhov đã đưa ra yêu cầu chế tạo khẩu lựu pháo mới cho viện thiết kế pháo binh từ tháng Mười một năm 1920, với Tổng công trình sư là Frantz Lender. Viện thiết kế pháo binh này được giao nhiệm vụ chế tạo lựu pháo tầm xa cỡ nòng 203 mm từ tháng Một năm 1926, với thời gian phát triển trong vòng 46 tháng. Nhà máy Bolshevik (nay là Nhà máy cơ khí Obukhov, St. Peterburg) tiếp quản công việc sau khi Lender qua đời năm 1927, với thiết kế pháo 122mm và pháo 203/152 mm.
Pháo 203 mm có hai phiên bản, với một phiên bản có bù giật đầu nòng và một phiên bản không có bù giật. Ngoài ra hai phiên bản giống hệt nhau. Hồng quân ưa thích sử dụng phiên bản không có chóp bù giật với bản vẽ thiết kế của Viện thiết kế Artkom, cùng với xe bánh xích thiết kế bởi nhà máy Bolshevik đầu năm 1931. Các thử nghiệm được tiến hành từ tháng Bảy đến tháng Tám năm 1931. Pháo model 1931 cỡ nòng 203 mm được đưa vào sử dụng sau khi được thử nghiệm trên chiến trường năm 1933.

## Sản xuất
Pháo B-4 được sản xuất tại nhà máy cơ khí Bolshevik và nhà máy cơ khí Barrikady (nay là nhà máy cơ khí Titan-Barrikady). Hai nhà máy chỉ có khả năng xuất một khẩu pháo duy nhất vào năm 1933 (nhưng khẩu pháo chưa được hoàn thiện). Hai khẩu pháo đầu tiên được chuyển giao cho quân đội vào nửa đầu năm 1934, cùng với 13 khẩu pháo khác được sản xuất tính đến cuối năm, sau đó việc sản xuất pháo B-4 tại nhà máy bị ngừng lại cho đến năm 1938, nguyên nhân là do nhà máy chuyển sang sản xuất pháo A-19 cỡ nòng 122 mm. Nhà máy cơ khí Bolshevik sản xuất được 104 khẩu lựu pháo từ năm 1932 đến năm 1936 và 42 khẩu vào năm 1937. Việc sản xuất sau đó được chuyển về lại Stalingrad. 75 khẩu đã xuất xưởng tại đây vào năm 1938 và 181 khẩu được chế tạo vào năm tiếp theo. Nhà máy Barrikady sản xuất 165 khẩu vào năm 1940, và thêm 300 khẩu vào năm 1941. Nhà máy chế tạo Novokramatorsky cũng bắt đầu sản xuất pháo B-4 vào năm 1938/1939 sản xuất được 49 khẩu (1938), 48 khẩu (1939), 3 khẩu (1940) và 26 khẩu (1941). Trong số 326 khẩu lựu pháo B-4 được sản xuất năm 1941, 221 khẩu đã được chuyển giao nửa đầu năm 1941, với serie cuối cùng được sản xuất vào tháng 10 năm 1941 khi chín khẩu pháo cuối cùng được bàn giao.
Tổng cộng có 1011 khẩu pháo B-4 được sản xuất từ năm 1932 đến năm 1942.
Các bản vẽ thiết kế pháo B-4 tại các nhà máy cơ khí là khác nhau, với việc các nhà máy tự tiến hành sửa đổi khẩu pháo để việc sản xuất trở nên thuận tiện hơn. Kết quả là đã có hai kiểu pháo khác nhau ra đời. Bản vẽ thiết kế M-4 không được thống nhất cho đến năm 1937, khi thiết kế được thống nhất, và được đưa vào thử nghiệm, sản xuất loạt. Cải tiến chính là xe bánh xích chở pháo, cho phép pháo có thể tác xạ trực tiếp mà không cần tới bất kỳ một nền tảng đặc biệt nào, không giống như các thiết kế pháo khác. Xe kéo  ánh xích cũng được sử dụng vì Liên Xô sở hữu nhiều nhà máy sản xuất máy kéo trong những năm 1920s và 1930s, khiến cho việc sản xuất xe bánh xích có chi phí hợp lý hơn.
36 khẩu pháo B-4 được dự kiến sẽ trang bị cho 17 trung đoàn pháo theo kế hoạch đến năm 1939, mỗi trung đoàn sẽ có 1374 binh sĩ. Trong đó có 13 trung đoàn sẽ có 2 khẩu lựu pháo thay vì 1 khẩu.
Số lượng lựu pháo mà Hồng quân cần là 612 đơn vị, không thể được cung cấp kịp thời khi chiến tranh vệ quốc nổ ra, chỉ đến tháng Sáu năm 1941, Hồng quân mới được trang bị tổng cộng 849 khẩu pháo B-4. Để bù đắp số lượng pháo đã mất trong cuộc chiến, 571 khẩu pháo khác đã được chế tạo bổ sung.

## Quá trình chiến đấu
Pháo B-4 được triển khai lần đầu trong cuộc Chiến tranh mùa Đông, với 142 khẩu được triển khai trên tiền tuyến ngày 1 tháng Ba năm 1940, có bốn khẩu pháo bị loại khỏi vòng chiến đấu.
23 khẩu B-4 đã bị quân Phát xít Đức chiếm tại thị trấn Dubno đêm ngày 25/6/1941.
Tổng cộng Hồng quân mất 75 khẩu pháo B-4 tính từ 22/6 đến ngày 1/12/1941, nhà máy chế tạo thêm 105 khẩu pháo để bù đắp lại thiệt hại. Sau khi cuộc chiến tranh vệ quốc nổ ra, các Trung đoàn lựu pháo được sơ tán ra xa khỏi cuộc chiến để bảo toàn, và chúng chỉ được tung trở lại chiến trường ngày 19/11/1942 khi lợi thế chiến lược rơi vào tay Liên Xô. Lựu pháo B-4 được trang bị cho các lực lượng dự bị cho đến khi kết thúc chiến tranh.
Các khẩu pháo B-4 bị quân Đức bắt giữ được Đức định danh lại là 20,3 cm H.503(r), bắn đạn phá bê tông G-620 và đạn pháo của Đức.
Không có tài liệu nào hướng dẫn bắn pháo B-4 trực xạ, tuy nhiên Chỉ huy Ivan Vedmedenko đã thực hiện các phát bắn trực diện vào quân Đức từ khẩu lựu pháo này và đã được tặng thưởng danh hiệu Anh hùng Liên Xô nhờ phát kiến trên.
Pháo tự hành SU-14 cũng lắp đặt tháp pháo B-4.

## Đạn pháo
Lựu pháo B-4 có cơ chế nạp đạn và liều phóng rời, với 11 loại liều phóng khác nhau. Khối lượng liều phóng từ 3,24 kg đến 15-15,5 kg. Pháo B-4 có thể bắn đạn pháo F-265 (nặng 100 kg) hoặc đạn nổ mạnh F-625D hoặc đạn G-620/G-620T chuyên dùng phá bunker nặng 100–146 kg. Pháo B-4 cũng có khả năng bắn đạn hạt nhân nặng 150 kg với tầm bắn 18 km, và hiện vẫn còn được quân đội Nga sử dụng.
Sơ tốc đầu nòng đạt từ 288  đến 607 m/s đối với đạn nổ mạnh, tuỳ thuộc vào liều phóng sử dụng, trong khi đạn phá boong ke có sơ tốc đầu nòng đạt 607 m/s.

## Các nước trang bị
- Cuba
- Liên Xô
- Albania